# Trinomys
Trinomys és un gènere de rosegadors histricomorfs de la família de les rates espinoses.

## Descripció

### Dimensions
El gènere Trinomys agrupa rosegadors de grans dimensions, amb una llargada corporal de 152-246 mm, una cua de 148-246 mm i un pes de fins a 350 g.

### Característiques cranials i dentals
El crani és estret i presenta el rostre curt i prim, la regió interorbitària estreta i les bul·les timpàniques de mida variable. Els forats palatins anteriors són amples i ovals. Les dents mastegadores són simplificades, amb no més de dues concavitats.

### Aspecte
El pelatge és espinós. Les parts dorsals varien del marró-rogenc clar al marronós fosc i els flancs són més clars, mentre que les parts ventrals són blanques. El musell és puntegut, els ulls grans i les vibrisses molt llargues. Les extremitats són allargades, els peus llargs i prims i les urpes curtes i corbes. La cua és aproximadament igual de llarga que el cap i el cos, fosca a dalt, més clara a sota i amb pocs curts pèls, a vegades més llargs a l'extrem. Les femelles tenen un parell de mamelles abdominals.